# Viuvinha-rabo-de-palha
A viuvinha-rabo-de-palha (Vidua fischeri) é uma espécie de ave da família Viduidae. Pode ser encontrada na Etiópia, Quênia, Somália, Sudão, Tanzânia e Uganda. Seu habitat natural é a savana. Como as demais espécies da família, V. fischeri é uma espécie parasita de ninhadas.